# Stanisław Alberti

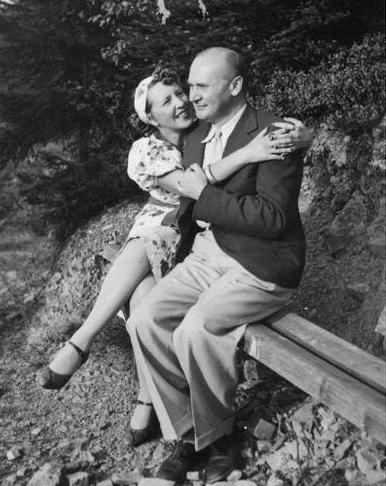
Kazimiera i Stanisław Alberti (ok. 1937).

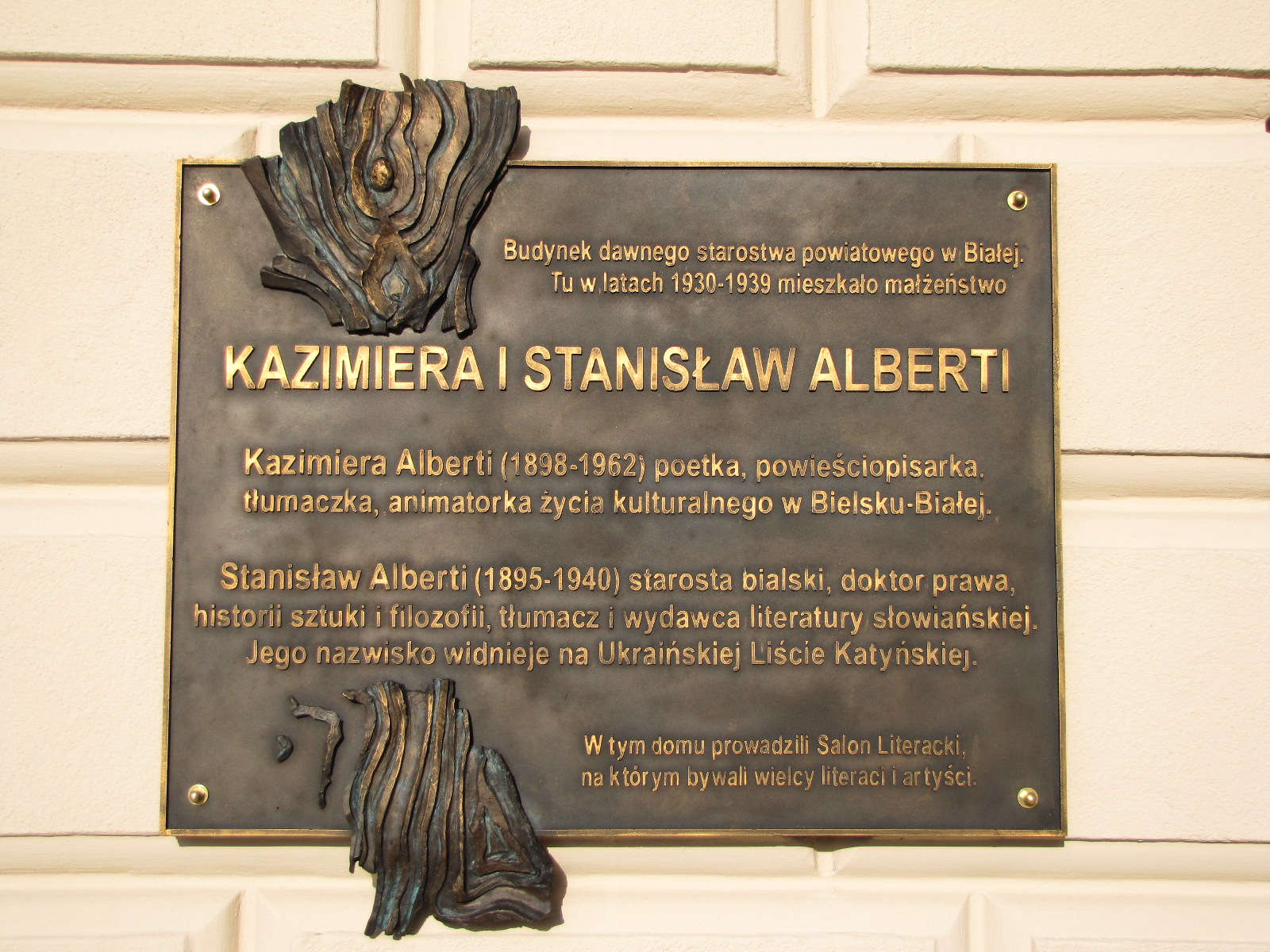
Tablica upamiętniająca małżeństwo Albertich w Bielsku-Białej.

Stanisław Florian Alberti (ur. 27 listopada 1895 w Krakowie, zm. 1940 w ZSRR) – polski prawnik, publicysta, tłumacz, starosta. Legionista, kapitan piechoty Wojska Polskiego, ofiara zbrodni katyńskiej.

## Życiorys
Urodził się 27 listopada 1895 w Krakowie w rodzinie Stanisława (1862–1927, chemik technolog, c. k. rzeczywisty nauczyciel c. k. Państwowej Szkoły Przemysłowej w Krakowie) i Marii z domu Dobieckiej. W 1914 ukończył VIII klasę i zdał egzamin dojrzałości w C. K. Gimnazyum Nowodworskim czyli Św. Anny w Krakowie.
Po wybuchu I wojny światowej od 1 sierpnia 1914 był żołnierzem Legionów Polskich. Służył w 2 pułku piechoty do 4 marca 1915. Od połowy listopada 1915 w szeregach armii austriackiej, w batalionie zapasowy 13 pułku piechoty. Został ranny 16 kwietnia 1916, wskutek czego w Wiedniu amputowano mu prawą rękę. Z dniem 1 sierpnia 1916 mianowany chorążym, a z dniem 1 kwietnia 1917 awansowany na stopień podporucznika piechoty. Podjął studia prawnicze na Uniwersytecie Wiedeńskim, a po wyleczeniu oficer sądowy w sądzie polowym Twierdzy Kraków od stycznia do sierpnia 1917. Potem służył w ekspozyturach rolniczych w Galicji. Od 1916 do 1922 kontynuował studia na Wydziale Prawnym Uniwersytetu Jagiellońskiego, gdzie w 1922 uzyskał absolutorium i stopień doktora praw.
Po odzyskaniu przez Polskę niepodległości 2 listopada 1918 wstąpił do Wojska Polskiego. Został przydzielony do sztabu gen. Tadeusza Rozwadowskiego, lecz  zgłosił się do służby frontowej, do której jako inwalida wojenny nie był zobowiązany. Pełnił funkcję adiutanta grupy majora Erwina Więckowskiego, złożonej z II batalionu i kompanii szturmowej 4 pułku piechoty Legionów oraz baterii artylerii. 1 grudnia 1918 został awansowany na porucznika piechoty. Wyróżnił się 18 grudnia tego roku w walce z Ukraińcami o wieś Podmojsce oraz 27 grudnia w czasie przebijania się grupy, otoczej we wsi Stawczany, przez Obroszyn do Zimnej Wody. W szeregach 4pp walczył od stycznia do czerwca 1919, potem w sztabie II Brygady Piechoty Legionów do sierpnia 1920, gdzie następnie był referentem personalnym i od listopada 1920 I oficerem operacyjnym. Za opisane wyżej czyny męstwa dowódca 2 Dywizji Legionów, pułkownik Michał Rola-Żymierski sporządził 25 kwietnia 1921 wniosek o odznaczenie porucznika Albertiego Orderem Virtuti Militari. Od marca 1921 służył w Dowództwie 2 Dywizji Legionów na stanowisku szefa oddziału operacyjno-informacyjnego. Od 1 czerwca 1921 jego oddziałem macierzystym był 2 pułk piechoty Legionów, gdzie objął funkcję dowódcy plutonu.
3 maja 1922 został zweryfikowany w stopniu kapitana ze starszeństwem od 1 czerwca 1919 i 1093. lokatą w korpusie oficerów piechoty. W 1923, 1924 pozostawał przydzielony do 2 pp Leg. w Pińczowie. Od początku stycznia 1923 był dowódcą kompanii w 2ppl, a 27 dnia tego miesiąca przeniesiony do Ekspozytury nr 3 Oddziału II Sztabu Generalnego w Krakowie, a 15 sierpnia tego roku do Oddziału V SG w charakterze oficera do specjalnych poruczeń. Z dniem 30 września 1925 został przeniesiony w stan spoczynku „z powodu trwałej niezdolności do służby wojskowej, stwierdzonej przez komisję wojskowo-lekarską”. Jako emerytowany kapitan w 1928 zamieszkiwał w Warszawie. W 1934 był zweryfikowany w korpusie oficerów piechoty z lokatą 175. Wtedy był przydzielony do Oficerskiej Kadry Okręgowej nr V i pozostawał wówczas w ewidencji Powiatowej Komendy Uzupełnień Żywiec.
Uzyskał trzykrotnie stopień doktora: z dziedzin prawa, filozofii i historii sztuki. Był znawcą i tłumaczem literatury słowiańskiej (w tym słowackiej i czeskiej) oraz niemieckiej. Był wydawcą Biblioteki Słowiańskiej, w ramach której promował literatów słowiańskich z krajów na południe od Polski. Był publicystą. od połowy lat 20. był autorem artykułów dotyczących Zakopanego i Tatr, zakopiańskiego teatru Stanisława Ignacego Witkiewicza (recenzował jego dramat pt. W małym dworku), twórczości literackiej poety Jana Kasprowicza oraz malarskiej Rafała Malczewskiego.
Jego żoną została Kazimiera Alberti z domu Szymańska, poetka, powieściopisarka, tłumaczka, działaczka kulturalna. Małżeństwo utrzymywało znajomość z Witkacym, który m.in. namalował portrety Stanisława Alberti. Oboje zamieszkiwali w Krakowie, od 1926 w Warszawie, a w latach 30. w Białej
Od lipca 1928 urzędnik kontraktowy w starostwie powiatu włodzimierskiego z siedzibą we Włodzimierzu Wołyńskim. 28 czerwca 1929 został mianowany starostą powiatu dąbrowskiego z siedzibą w Dąbrowie Tarnowskiej. Od 13 grudnia 1930 do września 1939 starosta powiatu bialskiego z siedzibą w Białej Krakowskiej. Wiceprezes zarządu powiatowego Federacji Polskich Związków Obrońców Ojczyzny i członek zarządu powiatowego Obozu Zjednoczenia Narodowego. W 1935 był w składzie komitetu honorowego ogólnopolskiej akcji nazwanej „Jaar-Piłsudski”, zmierzającego do stworzenia lasu im. Józefa Piłsudskiego w Palestynie. Został członkiem Krajowego Obywatelskiego Komitetu Wykonawczego Budowy Muzeum Narodowego w Krakowie. Członek licznych organizacji.
Po wybuchu II wojny światowej jako emerytowany oficer zgłosił się do Wojska Polskiego podczas kampanii wrześniowej. Po agresji ZSRR na Polskę z 17 września 1939 został aresztowany przez Sowietów we Lwowie i tam był przetrzymywany. Na wiosnę 1940 został zamordowany przez NKWD. Jego nazwisko znalazło się na tzw. Ukraińskiej Liście Katyńskiej opublikowanej w 1994 (został wymieniony na liście wywózkowej 55/4-90 oznaczony numerem 25). Ofiary tej części zbrodni katyńskiej zostały pochowane na otwartym w 2012 Polskim Cmentarzu Wojennym w Kijowie-Bykowni.

## Upamiętnienie
26 listopada 2009 na budynku pod adresem plac Wojska Polskiego 11 w Bielsku-Białej, gdzie od 1930 zamieszkiwali Stanisław i Kazimiera Alberti prowadząc w nim salon literacki, została odsłonięta tablica pamiątkowa honorująca małżeństwo.

## Publikacje, przekłady i wydawnictwa
- Pan i pies: Sielanka (1927,  Biblioteka Dzieł Wyborowych, autor: Thomas Mann[28][29])
- Historia filozofów (przekład Stanisława Alberti, 1927; z serii Biblioteka Słowiańska w Przekładach Stanisława Alberti; współautorzy: Alois Jirásek, Bohumil Vydra)[30]
- Piekarz Jan Marhoul (przekład Stanisława Alberti, 1927; Księgarnia F. Hoesicka; autor: Vladislav Vančura)[31]
- Gość w domu (przekład autoryzowany Kazimiery i Stanisława Alberti, 1927; Księgarnia F. Hoesicka; autor: Jiří Wolker)[32]
- Aforyzmy (przekład Stanisława Alberti, 1988; wyd. Państwowy Instytut Wydawniczy, autor: Karel Čapek, wstęp: Halina Janaszek-Ivaničková)[33]

## Odznaczenia
polskie
- Krzyż Walecznych trzykrotnie[6]
- Złoty Krzyż Zasługi (1937, za zasługi w służbie państwowej i na polu pracy społecznej)[34]

- Medal Pamiątkowy za Wojnę 1918–1921[6]
- Medal Dziesięciolecia Odzyskanej Niepodległości[6][b]

austro-węgierskie
- Srebrny Medal Zasługi Wojskowej I i II klasy[6]
- Medal Zasługi Wojskowej[6]
- Krzyż Zasługi Wojskowej[6]
- Krzyż Wojskowy Karola[6]